# Petrie Prize Lecture
El Petrie Prize Lecture és un premi atorgat en anys alterns per la Canadian Astronomical Society per a un astrofísic excepcional. El premi commemora les contribucions a la investigació astrofísica l'astrònom canadenc Robert M. Petrie.

## Guanyadors del premi
- 1970 Alastair G. W. Cameron
- 1971 Jesse Leonard Greenstein
- 1971 Carlyle Smith Beals
- 1977 J. Beverley Oke
- 1979 Geoffrey Burbidge
- 1981 Hubert Reeves
- 1983 M. J. Plavec
- 1985 Charles Hard Townes
- 1987 Henry Matthews
- 1989 James Peebles
- 1991 Peter B. Stetson
- 1993 Maarten Schmidt
- 1995 George Howard Herbig
- 1997 Alexei Filippenko[2]
- 1999 Sidney van den Bergh
- 2001 James E. Gunn
- 2003 Martin Rees
- 2005 Reinhard Genzel
- 2007 Ewine van Dishoeck
- 2009 Scott Tremaine
- 2011 Andrew Fabian
- 2013 Françoise Combes